# Lee Martin
Lee Robert Martin (ur. 9 lutego 1987 roku w Taunton) – angielski piłkarz występujący na pozycji pomocnika. Jest zawodnikiem Ipswich Town.

## Życiorys
W 2003 roku Martin został kupiony przez Manchester United z klubu piłkarskiego Wimbledon F.C. za 1 milion funtów. W styczniu 2006 roku został wypożyczony do belgijskiego klubu Royal Antwerp FC. Wystąpił w 17 ligowych meczach i zdobył 1 bramkę. Pomimo tego, że w Royal Antwerp występował tylko przez pół roku został wybrany najlepszym zawodnikiem tego klubu. W sierpniu tego samego roku Martin został wypożyczony do zespołu Rangers, w barwach którego zadebiutował w spotkaniu z Celtikiem. Później jednak zmagał się z kontuzjami zagrał tylko w 7 spotkaniach. W styczniu 2007 roku został ponownie wypożyczony, tym razem do Stoke City. Wystąpił w 13 meczach i strzelił 1 bramkę (w meczu przeciwko Southamptonowi). Po sezonie wrócił do Manchesteru United i wraz z zespołem udał się w tournée po Azji. Zaprezentował się z dobrej strony strzelając bramkę przeciwko chińskiemu Guangzhou. 5 października trener zdecydował jednak o kolejnym wypożyczeniu Martina, tym razem do drużyny Plymouth Argyle. W późniejszym czasie na tej samej zasadzie trafił do Sheffield United oraz Nottingham Forest. Latem 2009 roku, za 1,5 mln funtów trafił do Ipswich Town.